# Chrysophyllum flexuosum
Chrysophyllum flexuosum – gatunek drzew należących do rodziny sączyńcowatych. Występuje na terenie głównie na Madagaskarze, a także w Brazylii.